# Ekaterina Barteneva
Ekaterina Grigorievna Barteneva (en russe : Екатерина Григорьевна Бартенева), née Bronevskaïa (Броневская) à Saint-Pétersbourg le 25 mai 1843 (6 juin dans le calendrier grégorien) et morte à Saint-Pétersbourg le 1er septembre 1914, est une révolutionnaire russe.

## Biographie
Propriétaires terriens d'origine noble, le couple Ekaterina Grigorievna Bronevskaïa et Viktor Ivanovitch Bartenev (1838-1918) quitte la Russie en 1867 pour s'installer à Genève, où ils font partie du mouvement anarchiste de Bakounine pendant quelques années, mais rejoignent en 1869, avec le marxiste Nicolas Outine, la section russe de la Première Internationale et entretiennent des liens étroits avec Piotr Lavrov.
Après avoir vécu à Paris pendant les mois de la Commune, Ekaterina Barteneva retourne à Saint-Pétersbourg au moment de la chute du régime de la Commune. Collaboratrice des journaux libéraux Otchestvennye zapiski et Delo, elle est en contact avec les révolutionnaires de la Zemlia i Volia et de la Narodnaia Volia, et accueille chez elle de nombreux populistes, tels que Klementz (ru), Kravtchinski, Natalia Armfeldt (ru), Kibaltchitch, Morozov et Olga Lioubatovitch.
En juillet 1876, elle a fait don aux paysans de ses propriétés dans les provinces de Kostroma et de Iaroslavl et part vivre à Bouï avec son amie Natalia Armfeldt. En janvier 1889, elle se rend à Paris, où elle travaille dans la section russe de l'Exposition universelle. En juillet, elle assiste au premier congrès de la Deuxième Internationale, dont elle est l'une des secrétaires. De retour à Saint-Pétersbourg en septembre, elle rejoint le cercle social-démocrate illégal fondé par Mikhaïl Brousnev (ru) et rencontre, entre autres, les jeunes Olga et Vladimir Oulianov (futur Lénine).
Elle est surveillée par la police et, en 1891, sa maison est perquisitionnée et des publications illégales sont découvertes. Reléguée par les autorités tsaristes à Pskov, elle y fonde une école pour les ouvriers et une bibliothèque publique. En août 1898, elle est autorisée à se  réinstaller définitivement à Saint-Pétersbourg. Membre du mouvement menchévique POSDR, elle participe aux manifestations de la révolution de 1905. Réduite à la pauvreté, elle meurt d'un cancer le 1er septembre 1914 à l'hôpital Eleninskaïa (ru) pour femmes indigentes de Saint-Pétersbourg et est inhumée au cimetière Novoderevenskoe.